# Lerchensee
Der Lerchensee ist ein unter 2 ha großer Stauteich bei der Kleinstadt Ilshofen im Landkreis Schwäbisch Hall im nordöstlichen Baden-Württemberg.

## Beschreibung
Der Lerchensee liegt in der Talmulde der dort westwärts laufenden mittleren Schmerach, die sich wenig vorher bis in den Oberen Muschelkalk eingraben hat. Der kleine Fluss spendet dem See Wasser, wird aber selbst dicht am linken Ufer vorbeigeführt. Ein deutlich kleinerer Bach mündet entlang der westlichen Siedlungsgrenze Ilshofens vom rechten Hang her zu. Über den talquerenden Erddamm, hinter dem der See angestaut ist, läuft die K 2668 von der Kleinstadt Ilshofen am rechten Hang, deren nächste Häuser nur hundert Meter vom Ufer entfernt sind, nach dem zugehörigen Dorf Unteraspach im Süden.
Der See diente früher als Mühlteich für die jenseits des Damms am linken Schmerachufer stehende Lerchenmühle, die seit 1828 als Wohnplatz genannt wird, heute aber keinen Mühlbetrieb mehr hat.
Der See liegt im 3,48 ha großen, nach ihm benannten flächenhaften Naturdenkmals, das im Jahre 1989 verordnet wurde. Die ihn im Süden nahe passierende Schmerach verläuft dort in einem schmalen Auwaldstreifen. Im Nordosten grenzt ein breiteres Waldstück an, im Nordwesten reicht eine Wiese bis ans Ufer. Eine winzige Bauminsel liegt nahe am Nordufer.
Der Lerchensee ist etwa 250 Meter lang und 120 Meter breit, beim Stauziel von 409 m ü. NHN ist er 1,6 ha groß, sein Einzugsgebiet umfasst etwa 14,7 km², rund 40 % des Gesamteinzugsgebietes der Schmerach. In ihrem nach dem See einsetzenden engen Schluchttal gibt es keinen Teich und keine Mühle mehr.

## Nutzung
Der See wird befischt. Bei ausreichender Eisdicke im Winter kann auf ihm Schlittschuh gelaufen und Eishockey gespielt werden.

## Fischsterben und Verlandung
Im Sommer 2015 verendeten im See gegen 300 Karpfen und Weißfische, vermutlich wegen Sauerstoffmangels infolge der Witterung. Um das Fischsterben zu beenden, wurde Frischwasser in den See gepumpt.
Mitursächlich war die Verschlammung des Sees. Ende des Jahres 2018 wurde er abgelassen und seine Fische in andere Gewässer umgesetzt. Über dem Seeboden stand zwei Meter hoch Schlamm, der trocknen musste, um dann mit schwerem Gerät entfernt werden zu können. Auch der von Bäumen durchwurzelte Damm musste saniert werden. Das ganze Vorhaben bis zur neuen Flutung des Sees sollte zwei Jahre dauern.

### LUBW
Amtliche Online-Gewässerkarte mit passendem Ausschnitt und den hier benutzten Layern: Lerchensee und Umgebung

Allgemeiner Einstieg ohne Voreinstellungen und Layer: Daten- und Kartendienst der Landesanstalt für Umwelt Baden-Württemberg (LUBW) (Hinweise)
1. ↑  Schutzgebiet nach dem einschlägigen Layer.
2. ↑  Länge und Breite abgemessen auf dem Hintergrundlayer Topographische Karte.
3. ↑  Höhe nach blauer Beschriftung auf dem Hintergrundlayer Topographische Karte.
4. ↑  Seefläche nach dem Layer Stehende Gewässer.
5. ↑  Einzugsgebiet aufsummiert aus den Teileinzugsgebieten oberhalb des Sees nach dem Layer Basiseinzugsgebiet (AWGN), ergänzt um den zum See hin entwässernden Teil des letzten, der auf dem Hintergrundlayer Topographische Karte abgemessen wurde.

### Andere Belege
1. ↑  Geologie nach den Layern zu Geologische Karte 1:50.000 auf: Mapserver des Landesamtes für Geologie, Rohstoffe und Bergbau (LGRB) (Hinweise)
2. ↑  Lerchenmühle – Wohnplatz, Artikel des landesgeschichtlichen Informationssystems www.leo-bw.de, abgefragt am 8. August 2021
3. ↑  Bis zu 300 tote Karpfen und Weißfische im Lerchensee, Artikel der Heilbronner Stimme vom 8. Juli 2015
4. ↑  Zwei Meter dicker Schlamm, Artikel der Südwest Presse vom 29. November 2018 zur Seesanierung.